# Hieracium monregalense
Hieracium monregalense es una especie de planta con flor del género Hieracium, de la familia Asteraceae, orden Asterales.

## Distribución
Hieracium monregalense se distribuye por Italia y Francia.

## Taxonomía
Fue descrita científicamente por Burnat y Gremli.